# 青木敬一
青木 敬一（あおき けいいち、1888年（明治21年）6月25日 - 1974年（昭和49年）11月7日）は、大日本帝国陸軍軍人。最終階級は陸軍少将。

## 経歴
石川県出身。陸軍士官学校第21期、陸軍大学校第30期卒業。1924年（大正13年）9月時点で台湾軍参謀の任にあり、1925年（大正14年）5月、陸軍歩兵少佐に進級し、同年9月時点で歩兵第4連隊附に移った。1926年（大正15年）8月には陸軍歩兵学校教官兼同校研究部部員に転じ、1928年（昭和3年）8月に陸軍歩兵学校研究部主事兼同校教官に就任した。1929年（昭和4年）8月、陸軍歩兵中佐進級と同時に第18師団参謀に着任し、1931年（昭和6年）8月に歩兵第41連隊附を経て、1933年（昭和8年）3月に第2師団司令部附となり、東北帝国大学に配属された。
1934年（昭和9年）3月5日、陸軍歩兵大佐進級と同時に台湾歩兵第2連隊長（台湾軍・台湾守備隊司令部）に着任した。1936年（昭和11年）3月には第1師団司令部附となり、慶応義塾大学に配属され、1937年（昭和12年）11月に澎湖島要塞司令官（台湾軍）に転じた。1938年（昭和13年）3月に陸軍少将に進級し、5月には新設された歩兵第136旅団長（第106師団）に着任して日中戦争に出動。蕉湖方面から九江に出撃したが、雷鳴鼓劉では全滅寸前の大激戦を繰り広げ、南昌作戦では猛攻撃を展開し大なる戦果を収めた。1939年（昭和14年）1月23日に待命、1月31日に予備役に編入された。
予備役編入後は大日本青少年団幹事、同指導者中央錬成所副所長、東京都青少年団副団長、国民総蹶起運動東京地方連絡会議委員などを務めた。